# Gampsocoris decorus
Gampsocoris decorus är en insektsart som först beskrevs av Philip Reese Uhler 1893.  Gampsocoris decorus ingår i släktet Gampsocoris och familjen styltskinnbaggar. Inga underarter finns listade i Catalogue of Life.